# Alemão da Pensilvânia

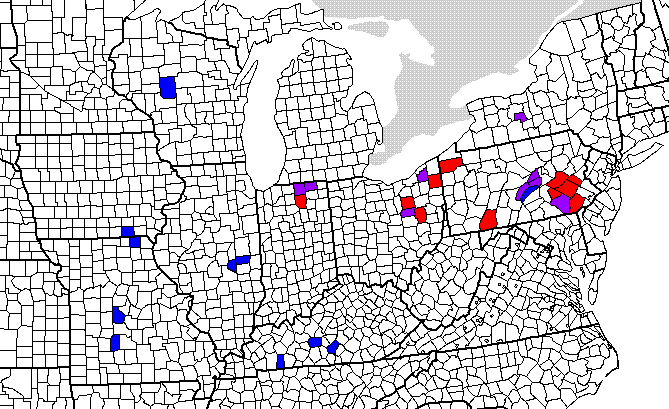
Estados Unidos - Em Azul: *Condados com maior proporção de falantes da língua; *Em Vermelho: Condados com grande número de falantes da língua.*Em Púrpura: Condados com ambas características já citadas

Alemão da Pensilvânia (Pennsilfaanisch Deitsch) ou Pennsylvania German (em inglês) é uma língua germânica pertencente grupo linguístico classificado como alemão central ocidental ou Westmitteldeutsch (no idioma alemão). Este idioma é falado por cerca de 300 000 - 350 000 pessoas nos estados da Pensilvânia, Indiana e de Ohio mas também, em menor escala, em 29 outros estados, nos Estados Unidos da América, e em quatro províncias do Canadá.

## História
A língua se expandiu nos estados da Pensilvânia, Maryland, Virgínia e Carolina do Norte entre o final do século XVII e o início do século XVIII com a chegada de imigrantes do sul da Alemanha, do leste da França (Alsácia e Lorena) e da Suíça.
A partir do início do século XX o uso da língua caiu muito nas áreas urbanas da Pensilvânia e depois da Segunda Grande Guerra seu uso em áreas rurais também decaiu. Hoje é falado entre Amishes da Ordem antiga e entre Menonitas da Ordem antiga. Há hoje um jornal publicado a cada seis meses "Hiwwe wie Driwwe", o qual publica prosa e poesia em Alemão da Pensilvânia.

## Semelhanças
O alemão da Pensilvânia pertence ao mesmo grupo linguístico Hunsrik do Brasil, que é comumente falado no sul do Brasil, bem como no Paraguai e na Argentina e, consequentemente, em boa parte, ambos podem ser compreendidos mutuamente. Ambos se derivam do alemão da região do Palatinato

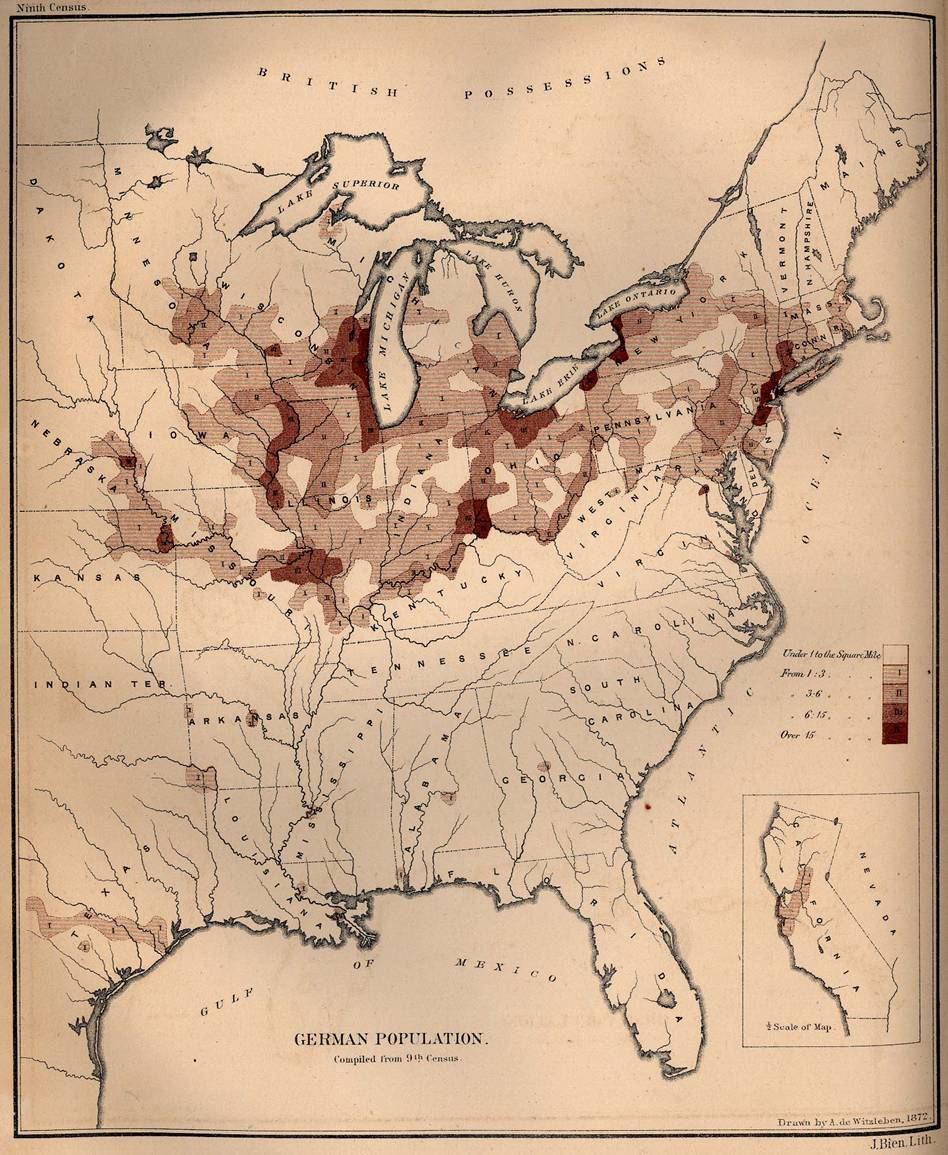
A presença falantes de alemão nos Estados Unidos da América em 1872

## Nome
O nome mais popular (tanto do povo como de seu idioma) é a sua forma inglesa Pennsylvania Dutch, não foi escolhido por eles mesmos mas lhes foi conferido por forças externas, ou seja, pela maioria populacional anglófona do país. Devido a isto ocorreu um mal-entendido que perdurou através por trezentos anos até a atualidade (2006): Dutch significa holandês na língua inglesa e por isso esse nome lhes foi designado pois a autodenominação Deutsch ou mesmo a sua variante mais corriqueira Deitsch soou aos ouvidos dos colonos ingleses e seus descendentes como Dutch. Curiosamente, através de sua história e até hoje em dia, é comum entre o povo germano-pensilvano chamarem os seus compatriotas norte-americanos de "Englisch", ou seja, de "ingleses".
Dependendo da região, alguns membros desta cultura utilizam variantes do nome tido como norma aqui na Wikipédia. Por exemplo, é possível se encontrar referências transcritas assim: Pennsilvaanisch-Deitsch, Pennsylvaanisch-Deitsch, Pennsilfaanisch-Deitsch, Pennsilfaani-Deitsch, etc... e outras vezes estas mesmas formas, porém, não hifenizadas.
Vale notar que a presença de tantas variações de nome ao se tratar de um grupo cultural minoritário não é algo incomum, muito ao contrário, se trata de uma universalidade. Por exemplo, no sul do Brasil, o povo indígena Kaingang, autodenominado Kahngág, recebeu vários nomes distintos e várias variações de nome através de sua história em contato com colonizadores, o que perdura até mesmo nos dias de hoje 2006 (i.e. Kaingang, Kaingáng, Kaingangue, Caingangue, entre várias outras denominações completamente diferentes).

## Influências
O idioma Pännsilfaanisch Deutsch sofreu notáveis influências do idioma inglês, não só na questão específica da absorção de terminologia e de expressões idiomáticas, mas até na própria forma de representação de sons na escrita. Por exemplo, "Pännsilfaanisch" é escrito (embora nem sempre) com a letra "f" em vez da letra "v" (que possui o som de "f" no idioma alemão). Neste caso houve uma substituição de representação de sons realizada num claro esforço de aproximação à escrita dominante do país, o inglês.
O Alemão da Pennsylvania normalmente não se escriva, se isso acontecer, se usa uma variante do Alfabeto latino com as seguintes características próprias

## Escrita
O Alemão da Pennsylvania geralmente não é escrito hoje, mas quando isso acontece, uma variante do Alfabeto latino com as seguintes características próprias é usada::
Vogais: a, ae, e, i, o, u + aa/ash, ee/eeh/eh, o/oh, u/uh
Ditongos: au, ei, oi
Consoantes: b, b'h, ch, chs, d, f, g/g, g'h, h, j, k, l, m, n, ng, p, q, r/rr, s/ss, sch, t, tsch, v, w, x, y, z

## Amostra de texto
Há dois modos de transcrever as pronúncias do Alemão da Pennsilvânia:
Exemplo - Pai Nosso
Alemão da Pennsylvania com base na ortografia da língua inglesa
Unsah Faddah im Himmel, dei nohma loss heilich sei, Dei Reich loss kumma. Dei villa loss gedu sei, uf di eaht vi im Himmel. Unsah tayklich broht gebb uns heit, Un fagebb unsah shulda, vi miah dee fagevva vo uns shuldich sinn. Un fiah uns naett in di fasuchung, avvah hald uns fu'm eevila. Fa dei is es Reich, di graft, un di hallichkeit in ayvichkeit. Amen.
Idem com base na ortografia da língua alemã
Unser Vadder im Himmel, dei Naame loss heilich sei, Dei Reich loss komme. Dei Wille loss gedu sei, uff die Erd wie im Himmel. Unser deeglich Brot gebb uns heit, Un vergebb unser Schulde, wie mir die vergewwe wu uns schuldich sinn.Un fiehr uns net in die Versuchung, awwer hald uns vum ewile. Fer dei is es Reich, die Graft, un die Hallichkeit in Ewichkeit. Amen.